# Аліса в Прикордонні
Аліса в Прикордонні (яп. 今際の国のアリス, Imawa no Kuni no Arisu, англ. Alice in Borderland) – японський науково-фантастичний драматичний потоковий телесеріал-трилер, заснований на манзі Харо Асо. Режисером серіалу став Шінсуке Сато. У головних ролях Кенто Ямадзакі та Тао Цучія – союзники, які потрапили в пастку в покинутому Токіо, змушені змагатися в небезпечних іграх, тип і складність яких представлені гральними картами, щоб продовжити «візи», які, якщо термін дії закінчиться, призведуть до страти гравця лазерними пострілами з неба.
Перший сезон серіалу було оголошено в липні 2019 року, а знімання відбувалися із серпня по грудень 2019 року. Місця фільмування включали райони Шібуя та репліку перехрестя Шибуя на зеленому екрані. Візуальні ефекти шоу були створені в міжнародній співпраці між японською Digital Frontier та командами з Сінгапуру, Сполучених Штатів та Індії. Музичну партитуру написав Ютака Ямада, який співпрацював із Сато.
Прем'єра першого сезону на стрімінговому сервісі Netflix відбулася 10 грудня 2020 року та отримала схвальні відгуки критиків, які високо оцінювали бойову складову, режисуру та акторську гру. Вони порівняли шоу з багатьма роботами в жанрі виживання, включно з фільмами «Королівська битва» (2000) і «Куб» (1997). Гарні результати першого сезону та висока кількість глядачів у багатьох країнах призвели до того, що Netflix продовжив серіал через два тижні після його прем'єри. Другий сезон вийшов 22 грудня 2022 року. 27 вересня 2023 року серіал було продовжено на третій сезон.

## Актори та персонажі

### Головні ролі
- Кенто Ямадзакі – Арісу Рьохей:
Одержимий відеоіграми чоловік, який «не вписується у свою сім'ю». У прикордонні він об'єднується з Усаґі та згодом розвиває до неї романтичні почуття[1] [2].
- Тао Цучія[en] – Усаґі Юзуха:
Альпіністка, яку перемістили в порожнє місто Токіо незабаром після смерті її батька, якого вона глибоко поважала. Вона об'єднується з Арісу під час перебування в Прикордонні та згодом розвиває до нього романтичні почуття[1] [2].
- Ніджіро Муракамі – Чішія Шунтаро:
Таємничий, тихий і хитрий гравець, який об'єднується з Куїною, щоб вкрасти колоду карт Капелюшника, вірячи, що повна колода перенесе їх із порожнього міста. Пізніше він зацікавився Арісу та Усаґі після того, як допоміг їм втекти від гри в «теґ». До прибуття в Прикордоння він був студентом медичного факультету[2] [3].
- Аяка Мійоші[en] – Різуна Енн:
Спеціальна учасниця «Пляжу», яка виграє у важких іграх завдяки раціональному мисленню, згодом став важливим союзником і другом Арісу та його групи. До прибуття в Прикордоння була криміналістом у поліції[1] [2].
- Дорі Сакурада[en] – Ніраґі Суґуру: [4]
Молодий, але небезпечний учасник «Пляжу». Він описується як "агресивний через своє складне минуле" і є частиною "бойовиків". До того, як потрипити в Прикордоння, він часто зазнавав знущань з боку інших учнів у його школі. [1] [2]
- Ая Асахіна[en] – Куїна Хікарі:
Близька подруга Чішії, якому вона допомагає вкрасти колоду карт Капелюшника. Колишня продавчиня магазину одягу, Куїна виявилася трансгендерною у спогаді в епізоді 7, у якому її батько зрікся її[1] [2].

### Другорядні ролі
- Юкі Морінаґа – Сеґава Чота:
Дуже набожний ІТ-технік і друг Арісу та Карубе. Чота серйозно обпік ногу, беручи участь у грі «Живий чи мертвий», і, як наслідок, уповільнює своїх друзів під час одужання. У 2 сезоні він багато з'являється у спогадах, а в останньому епізоді він і Карубе заохочують Арісу насолоджуватися своїм життям і жити на повну[1] [2] [5].
- Кейта Мачіда[en] – Карубе Дайкічі:
Бармен і близький друг Арісу та Чоти. Перш ніж його перенесли в порожнє місто, Карубе готувався зробити пропозицію жінці, з якою він працював у барі, і яка виявилася коханкою його боса. У 2 сезоні він багато з'являється у спогадах, а в останньому епізоді він і Чота заохочують Арісу насолоджуватися своїм життям і жити на повну[1] [2] [5].
- Шо Аояґі[en] – Аґуні Морізоно:
Сильний боєць і найкращий друг Капелюшника, Аґуні вперше представлений як важливий член «Пляжу». Він керує насильницьким угрупуванням під назвою «бойовики». Після відходу з пляжу він стає важливим союзником Арісу до кінця карткових ігор[1] [2].
- Нобуакі Канеко[en] – Данма Такеру / Капелюшник:
Лідер і засновник «Пляжу», де живуть десятки гравців. Його головна мета – зібрати всі гральні карти, які дають гравцям після перемоги в іграх. Після його смерті в 1 сезоні він часто являється Агуні як привид під час подій 2 сезону[1] [2].
- Рііса Нака[en] – Кано Міра:
Загадкова жінка "елегантної зовнішністі" та виконавчий член "Пляжу". У другому сезоні вона стала королевою сердець і останнім ворогом Арісу та Усаґі на Прикордонні[1] [2] [5].
- Ютаро Ватанабе – Татта Кодай:
Колишній автомеханік, якого під час гри рятує Арісу, а згодом стає членом «Пляжу». У 2 сезоні він приєднується до групи Арісу. Перед прибуттям у Прикордоння через йогопомилку його колега втратив руку [1].
- Кіна Ядзакі – Момока Іноуе:
Учаснеця «Пляжу», «дилерка ігор», найкраща подруга Асахі.
- Цуйоші Абе[en] – Кузурю Кеїчі:
Виконавчий учасник «Пляжу». У другому сезоні він виявляється Бубновим Королем, і Чішія бере участь у його грі. До прибуття в Прикордоння він був юристом, який був незадоволений чужими поглядами на людське життя та мораль, особливо тих, хто займає владні посади[1].
- Юхей Оучіда – Такума:
Травмований гравець у грі Трефова четвірка: Дистанція. У спогаді виявилося, що він допоміг Кузурю в грі.

#### 1 сезон
- Шунтаро Янаґі – Самура Такатора / Останній бос:
Дивний чоловік і небезпечний член «Пляжу», Останній бос має татуювання на обличчі та носить катану, щоб залякати учасників. Він також є частиною «бойовиків» [1] [2]
- Аяме Місакі[en] – Шибукі Саорі:
Перша людина, з якою Арісу та його друзі стикаються в безлюдному місті. Спочатку Шибукі представлений як досвідчена гравчиня, якадопомагає групі пройти першу гру. Однак пізніше виявилося, що вона маніпулює, щоб отримати те, що хоче[1].
- Мізукі Йошіда – Куджо Асахі:
 Учасник "Пляжу", "дилер" і найкращий друг Момоки[1].

#### 2 сезон
- Ямашита Томохіса – Кюма Гінджі:
Фронтмен гурту, Король Треф, якому кидає виклик група Арісу в грі «Осмос».
- Рьохей Шіма – Шитара Сого:
Колишній учасник гурту Кюми та його напарник у грі «Осмос».
- Аліса Урахама – Кісараґі Ута:
Колишня учасниця гурту Кюми та його напарниця у грі «Осмос».
- Еїшін Хаяшіда – Макі Такумі:
Колишній учасник гурту Кюми та його напарник у грі «Осмос».
- Ейта Окуно – Кандзакі Ґокен:
Колишній учасник гурту Кюми та його напарник у грі «Осмос».
- Хаято Ісомура[en] – Банда Сунато:
Серійний вбивця, який бере участь у грі Jack of Hearts разом із Чішією та наприкінці 2 сезону вирішує залишитися в Прикордонні.
- Кацуя Майґума як Яба Окі:
Шахрай, який бере участь у грі Jack of Hearts разом із Чішією та наприкінці 2 сезону вирішує залишитися в Прикордонні.
- Кай Іновакі – Мацушіта Енджі:
Хитрий молодик, який пізніше виявляється Червовим Валетом у тюремній грі з Чішією.
- Хонамі Сато як Шига Котоко:
Жінка, яка бере участь у грі «Червовий валет» разом із Чішією.
- Юзукі Акіяма[en] – Токуї Мейса:
Жінка, яка бере участь у грі «Червовий валет» разом із Чішією.
- Юсаку Морі – Окі Іппеї:
Боязкий чоловік, який бере участь у грі «Червовий валет» разом із Чишією.
- Юрі Цунемацу – Хейя Акане:
Учениця старшої школи, яка вміє стріляти з лука, співпрацює з Аґуні після того, як втратила ногу в грі Пікова сімка.
- Аюмі Таніда – Ширабі Ісао:
Піковий король. До прибуття в Прикордоння був найманцем.
- Ямамото Чіхіро[en] в ролі Різи:
Cпортивна жінка, яка є Піковою дамою і головним суперником у грі «Шах-мат».
- Айна Ямада – Акамакі Урумі:
Хитра жінка, яка разом з Чішією бере участь у грі «Червовий валет».
- Джун Хаiімото – Яшіге Бензо:
Чоловік, який бере участь у грі Бубновий король разом із Чишією.
- Аймі Сацукава[en] – Даймон Хінако:
Жінка, яка бере участь у грі Бубновий король разом із Чишією.
- Вакато Канемацу – Асума Такаші:
Чоловік, який бере участь у грі Бубновий король разом із Чишією.
- Мію Яґую[en] – Нозомі:
Жінка, яка дружить з Усаґі та дитиною Котою.

## Епізоди
| Сезон | Епізоди | Епізоди | Оригінальний показ | Оригінальний показ |
| Сезон | Епізоди | Епізоди | Перший показ       | Останній показ     |
| ----- | ------- | ------- | ------------------ | ------------------ |
| 1     | 8       | 8       | 10 грудня 2020     | 10 грудня 2020     |
| 2     | 8       | 8       | 22 грудня 2022     | 22 грудня 2022     |
| 3     | 8       | 8       | TBA                | TBA                |

### Сезон 1
| № серії (загалом) | Episode  | Режисер(и)   | Сценарист(и)                                  | Оригінальна дата виходу |
| ----------------- | -------- | ------------ | --------------------------------------------- | ----------------------- |
| 1                 | Епізод 1 | Шінсуке Сато | Ватабе Йошікі, Кураміцу Ясуко та Сато Шінсуке | 10 грудня 2020          |
| 2                 | Епізод 2 | Шінсуке Сато | Ватабе Йошікі, Кураміцу Ясуко та Сато Шінсуке | 10 грудня 2020          |
| 3                 | Епізод 3 | Шінсуке Сато | Ватабе Йошікі, Кураміцу Ясуко та Сато Шінсуке | 10 грудня 2020          |
| 4                 | Епізод 4 | Шінсуке Сато | Ватабе Йошікі, Кураміцу Ясуко та Сато Шінсуке | 10 грудня 2020          |
| 5                 | Епізод 5 | Шінсуке Сато | Ватабе Йошікі, Кураміцу Ясуко та Сато Шінсуке | 10 грудня 2020          |
| 6                 | Епізод 6 | Шінсуке Сато | Ватабе Йошікі, Кураміцу Ясуко та Сато Шінсуке | 10 грудня 2020          |
| 7                 | Епізод 7 | Шінсуке Сато | Ватабе Йошікі, Кураміцу Ясуко та Сато Шінсуке | 10 грудня 2020          |
| 8                 | Епізод 8 | Шінсуке Сато | Ватабе Йошікі, Кураміцу Ясуко та Сато Шінсуке | 10 грудня 2020          |

### Сезон 2
| № серії (загалом) | Episode  | Режисер(и)   | Сценарист(и)                   | Оригінальна дата виходу |
| ----------------- | -------- | ------------ | ------------------------------ | ----------------------- |
| 9                 | Епізод 1 | Шінсуке Сато | Кураміцу Ясуко та Сато Шінсуке | 22 грудня 2022          |
| 10                | Епізод 2 | Шінсуке Сато | Кураміцу Ясуко та Сато Шінсуке | 22 грудня 2022          |
| 11                | Епізод 3 | Шінсуке Сато | Кураміцу Ясуко та Сато Шінсуке | 22 грудня 2022          |
| 12                | Епізод 4 | Шінсуке Сато | Кураміцу Ясуко та Сато Шінсуке | 22 грудня 2022          |
| 13                | Епізод 5 | Шінсуке Сато | Кураміцу Ясуко та Сато Шінсуке | 22 грудня 2022          |
| 14                | Епізод 6 | Шінсуке Сато | Кураміцу Ясуко та Сато Шінсуке | 22 грудня 2022          |
| 15                | Епізод 7 | Шінсуке Сато | Кураміцу Ясуко та Сато Шінсуке | 22 грудня 2022          |
| 16                | Епізод 8 | Шінсуке Сато | Кураміцу Ясуко та Сато Шінсуке | 22 грудня 2022          |

## Виробництво

### Розробка
16 липня 2019 року Netflix оголосив, що вони створюють живу екранізацію манґи «Аліса в Прикордонні», де сценаристами стали Ватабе Йошікі, Кураміцу Ясуко та Сато Шінсуке, а режисером виступив також Сато, який намагався зробити так, щоб шоу виглядало як "один дуже, дуже довгий фільм" . Кілька місяців потому, 4 серпня, Кенто Ямадзакі та Тао Цучія були обрані як головні герої серіалу, причому пара з'явилася як Рьохей Арісу та Юзуха Усаґі відповідно.

### Знімання
Фільмування серіалу почалися ще в серпні 2019 року, коли Ямадзакі помітили під час знімання у Доґензака, районі Шібуя 8 серпня . Наступного дня деякі актори «засвітилися» біля магазину в Фукутомі-чо, розташованому в місті Йокогама. З 17 по 20 вересня Ямадзакі та Цучія помічали на зніманнях у житловому комплексі перед станцією Kita-Suzurandai на лінії Shintetsu Arima у місті Кобе. За словами виробничої компанії Robot Communications, сценарій серіалу було переглянуто, щоб «відповідати плануванню будівлі». Сцена з першого епізоду, де герой Ямадзакі, Арісу, зустрічає своїх друзів Чоту та Карубе біля жвавого перехрестя Шібуя в Токіо, спочатку мала бути знята в Starbucks. Однак через складність заскленого декору сцена розгорталася перед вивіскою біля станції Шібуя. Крім того, сцена, що відбувається на станції Шібуя, в якій головні герої заходять у вбиральню та повертаються до порожнього Токіо, була знята чотирихвилинним безперервним кадром . З 9 серпня по 11 грудня в серіал набирали статистів з різних міст  . Творцеві манги, на основі якої засновано серіал, Харо Асо, дозволили відвідувати різні знімальні майданчики. Фільмування проходили в кількох містах і завершилися в грудні 2019 року .
Знімання другого сезону завершилися в березні 2022 року  .

### Візуальні ефекти
Під час фільмування сцени, зосереджені на порожньому місті Токіо, були в основному зняті з використанням спецефектів і зелених екранів, причому Сато пояснив, що за допомогою свого помічника режисера він буде бігти на середину перехрестя Шібуя з маленькою камерою "щоб зрозуміти, які частини насправді створити, а які – CGI» . З допомогою Scramble City Studio у Асіказі звели великий знімальний майданчик за 100 кілометрів від Токіо, побудований для серіалу та фільму «Детектив із Чайнатауна 3» (знімання якого проходили в той самий період) , сцени з перехрестям Шібуя були зняті в основному на зелених екранах, де «все, крім дороги та квиткових воріт на східному вході [буде] створено за допомогою комп'ютерної графіки» . Щоб зберегти сцени «автентичними», режисер візуальних ефектів Ацуші Доі відтворив тіні токійських будівель там, де вони зазвичай падають. Сцену в 4 епізоді, яка показує підземний перехід, затоплений водою, створили за допомогою попередньої візуалізації, що дозволило знімальній групі «експериментувати з різними елементами перед справжніми зніманнями». Пантеру, яка з'являється в цьому ж епізоді, створили за допомогою візуальних ефектів, розроблених після того, як знімальна група відвідала кілька зоопарків. Крім того, лауреат премії «Оскар» Ерік-Ян де Бур керував створенням тигра, показаного в 5 епізоді, який створила індійська анімаційна студія Anibrain. Візуальні ефекти на пост-продакшені додали японські Digital Frontier, які працювали разом із командами із Сінгапуру, Сполучених Штатів та Індії в рамках міжнародної співпраці.

### Музика
Музику до «Аліси в Прикордонні» повністю написав Ютака Ямада, який раніше працював із Сато над Блічем (2018) і Королівством (2019). Під продюсерством Кохей Чіди, музику виконував празький FILMharmonic Orchestra. Пісня «Good Times» Яна Еріка Нільссона звучала кілька разів протягом шоу.

## Реклама та вихід
18 вересня 2020 року Netflix опублікував відео-тизер, який показав, що «Аліса в Прикордонні» дебютує на платформі в 190 країнах 10 грудня 2020 року . 24 жовтня 2020 року було опубліковано шість знімків для реклами серіалу. Чотири дні потому вийшов офіційний трейлер, а також постер і список головних акторів. Згідно з різними критиками, перший сезон «Аліси в Прикордонні» охоплював 31 главу оригінальної манґи, залишивши 33 недоторканими. Перший сезон вийшов 10 грудня  і за перші кілька тижнів він «увійшов до десятки найпопулярніших шоу» на платформі майже в 40 країнах. Загалом серіал був кращим у країнах Азії та Європи, ніж у Північній Америці. 24 грудня 2020 року Netflix продовжив серіал на другий сезон за два тижні після виходу першого .
7 жовтня 2020 року Харо Асо, творець оригінальної манґи, на якій  базується серіал, оголосив про плани «святкувати» та просувати серіал Netflix, представивши нову мангу під назвою Alice in Borderland Retry на Weekly Shōnen Sunday. Запущений 14 жовтня (№46, 2020 Weekly Shōnen Sunday), перший том манґи танкобон був опублікований 11 грудня, за день після прем'єри «Аліси в Прикордонні». Серія манґи закінчилася 20 січня 2021 року (журнал №8, 2021). Другий і останній том танкобону вийшов 18 лютого 2021 року  . Світова прем'єра другого сезону серіалу «Аліса в Прикордонні» відбулася 22 грудня 2022 року .
27 вересня 2023 року серіал було продовжено на третій сезон.

## Оцінки та відгуки
Після виходу «Аліса в Прикордонні» отримала переважно позитивні відгуки від критиків, які схвалювали його операторську роботу, монтаж, використання графічного насильства, візуальні ефекти та гру Кенто Ямадзакі та Тао Цучії  , але залишили змішані думки щодо просування персонажів без особливої уваги до їх розвитку та історії загалом, особливо у другій половині . На агрегаторі рецензій Rotten Tomatoes рейтинг схвалення першого сезону серіалу становить 80% на основі десяти рецензій із середнім рейтингом 6,8/10. За місяць після виходу перший сезон зібрав 18 мільйонів глядачів. На Rotten Tomatoes рейтинг схвалення другого сезону склав 89% на основі дев'яти рецензій із середнім рейтингом 7,1/10.
Джеймс Гедфілд із The Japan Times похвалив режисерську роботу Сато, але розкритикував персонажів, заявивши, що «мало хто з акторського складу справляє велике враження, хоча Цучія є ефектною героїнею бойовика, а Ніджіро Муракамі розважається як усміхнений самотник». Джонатон Вілсон для Ready Steady Cut дав загалом позитивну рецензію, вихваляючи серіал за пропуск «експозиції та ретельного створення передісторії» та «простий перехід до цього». Вілсон також позитивно порівняв серіал з японським фільмом «Королівська битва» та американським фільмом жахів «Пила». Журналістка Ars Technica Дженніфер Веллетт назвала шоу «емоційно насиченим» і порівняла його ігри з іграми в книгах Першому гравцеві приготуватися і Володар мух, а також з фільмом Куб 1997 року.  Мелані МакФарланд із Salon порівняла серіал із мінісеріалом від CBS All Access Протистояння, заявивши, що «Аліса в Прикордонні» «ефективніше керує механікою представлення своїх персонажів і не збиває аудиторію, сильно покладаючись на спогади [...], але на відміну від «Протистояння», профілі «до» не настільки великі, щоб затягувати хід історії». Лім Янь Лу із Yahoo! News високо оцінив серіал за його «напружений сюжет», заявивши, що він «розважатиме вас і прагнутиме більшого, попри його жахливі та криваві сцени». Терон Мартін із Anime News Network дав серіалу оцінку C+ і неоднозначно відгукнувся про постановку, партитуру, загальну сюжетну лінію та акторську гру, водночас заявивши, що воно дає «скромну кількість розваг». Переглянувши перший епізод і похваливши його за тон, саундтрек і здатність «так швидко перемикати передачі», команда Decider порекомендувала глядачам переглянути шоу.

## Нагороди та номінації
| рік  | Нагорода                           | Категорія                                                                  | Номінант(и)         | Результат | Ref.   |  |
| ---- | ---------------------------------- | -------------------------------------------------------------------------- | ------------------- | --------- | ------ |  |
| 2021 | 3rd Asia Contents Awards           | Найкращий креатив                                                          | Аліса в Прикордонні | Номінація | [ 39 ] |  |
| 2021 | 3rd Asia Contents Awards           | Creative Beyond Border                                                     | Аліса в Прикордонні | Перемога  | [ 39 ] |  |
| 2021 | 3rd Asia Contents Awards           | Найкраща оригінальна OTT робота                                            | Аліса в Прикордонні | Номінація | [ 39 ] |  |
| 2021 | 3rd Asia Contents Awards           | Технічні досягнення                                                        | Аліса в Прикордонні | Номінація | [ 39 ] |  |
| 2021 | 3rd Asia Contents Awards           | Найкраща жіноча роль                                                       | Тао Цучія           | Номінація | [ 39 ] |  |
| 2021 | Творчі нагороди Азійської академії | Найкраща операторська робота                                               | Таро Кавадзу        | Перемога  | [ 40 ] |  |
| 2021 | Творчі нагороди Азійської академії | Найкращий візуальні або спеціальні VFX у серіалі чи повнометражному фільмі | Аліса в Прикордонні | Перемога  | [ 40 ] |  |
| 2021 | Творчі нагороди Азійської академії | Краща режисура (fiction)                                                   | Шінсуке Сато        | Перемога  | [ 40 ] |  |